# 엘머 번스틴

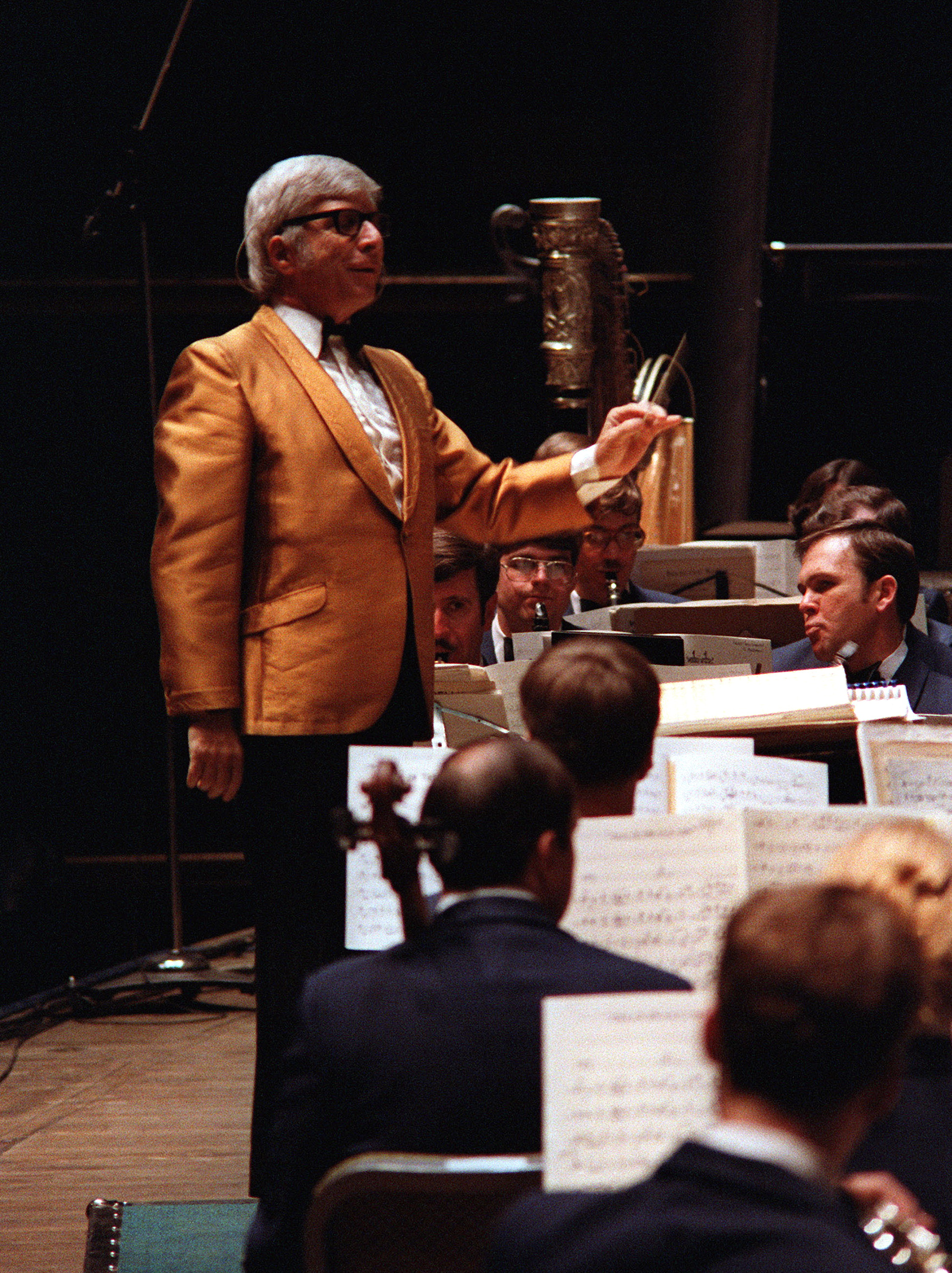

엘머 번스틴(영어: Elmer Bernstein, 1922년 4월 4일 ~ 2004년 8월 18일)은 미국의 작곡가이자 지휘자로, 영화 음악 작곡으로 널리 알려져 있다. 그는 50년 간의 활동을 통하여 영화와 텔레비전 방송 음악을 수백 곡 작곡하였다. 유명한 작품으로 영화 《황야의 7인》, 《십계》(1956년), 《대탈주》, 《알라바마 이야기》, 《고스트버스터즈》의 음악이 있다.